# Reicheia demirei
Reicheia (Antireicheia) demirei – gatunek chrząszcza z rodziny biegaczowatych i podrodziny Scaritinae.
Gatunek ten został opisany w 2009 roku przez Wasilija Grebennikowa, Petra Bulirscha i Paolo Magriniego jako Antireicheia demirei. Według A. Aniszczenki Antireicheia stanowi podrodzaj rodzaju Reicheia.
Chrząszcz o ciele długości od 2,7 do 3 mm, ubarwiony rdzawożółtobrązowo. Boki przedplecza umiarkowanie zaokrąglone, a tylne kąty tępe. Pokrywy jajowate i silnie rozszerzone; ich nasada w widoku bocznym silnie opadająca. Rzędy pokryw stopniowo zanikające ku wierzchołkowi. Boczne krawędzie pokryw z 3-4 ząbkami barkowymi.
Gatunek afrotropikalny, znany wyłącznie z Kamerunu.